# Tałysko-Mugańska Republika Autonomiczna
Tałysko-Mugańska Republika Autonomiczna, Republika Tałysko-Mugańska, w języku azerskim Talış-Muğan Respublikası (do 7 sierpnia 1993) lub Talış-Muğan Muxtar Respublikası (od 7 sierpnia 1993) – samozwańcza republika autonomiczna w Azerbejdżanie, której powstanie proklamowano 21 czerwca 1993 roku, a zlikwidowana została 23 sierpnia 1993 r. Znajdowała się ona w skrajnej, południowej części Azerbejdżanu i obejmowała 6 azerbejdżańskich rejonów: Lenkoran (miasto), Lenkoran (rejon), Lerik, Astara, Masallı, Yardımlı.